# Zádiel
Zádiel (em húngaro: Szádelő) é um município da Eslováquia, situado no distrito de Košice-okolie, na região de Košice. Tem 3,52 km² de área e sua população em 2018 foi estimada em 153 habitantes.

## Demografia
| Ano:        | 1994 | 2004   | 2014    | 2024   |
| ----------- | ---- | ------ | ------- | ------ |
| Broj ljudi: | 194  | 199    | 168     | 147    |
| Razlika:    |      | +2,57% | -15,57% | -12,5% |

| Ano:               | 2023 | 2024   |
| ------------------ | ---- | ------ |
| Número de pessoas: | 153  | 147    |
| Diferença:         |      | -3,92% |